# Hrabstwo Orange (Vermont)
Hrabstwo Orange (ang. Orange County) – hrabstwo w stanie Vermont w Stanach Zjednoczonych ze stolicą w Chelsea. Jego powierzchnia to: 691,74 mil² (1791,6 km²). Według szacunków United States Census Bureau w 2009 roku mieszkało tam 28 936 mieszkańców.
Hrabstwo istnieje od 1781 roku.

## Gminy (town)
- Bradford
- Braintree
- Brookfield
- Chelsea
- Corinth
- Fairlee
- Newbury
- Orange
- Randolph
- Strafford
- Thetford
- Topsham
- Tunbridge
- Vershire
- Washington
- West Fairlee
- Williamstown[4]

## Wsie (village)
- Newbury
- Wells River[4]

## CDP

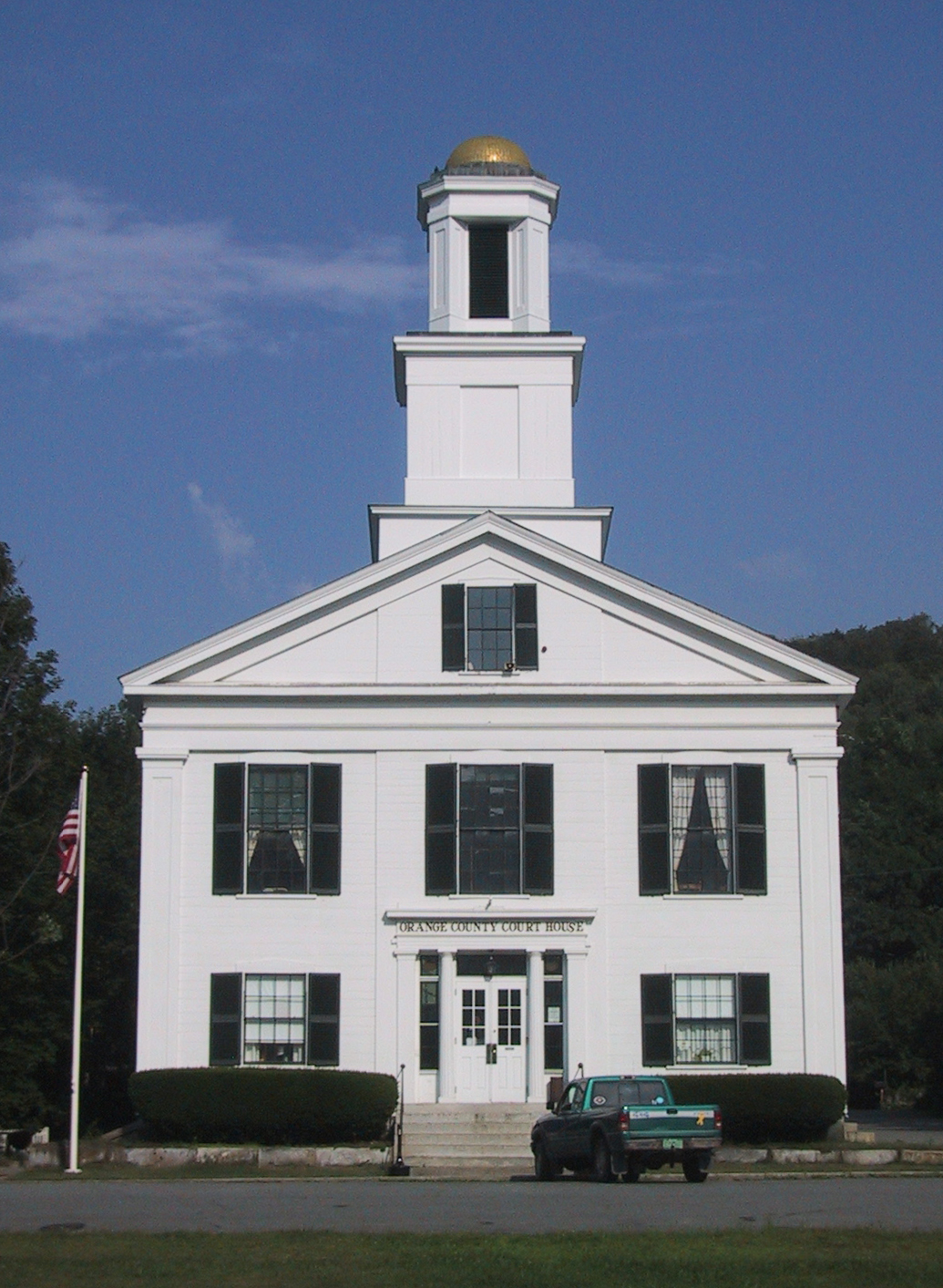
Budynek administracji hrabstwa (courthouse) w Chelsea

- Bradford
- Fairlee
- Randolph
- Williamstown[4]

| Populacja hrabstwa w poprzednich latach | Populacja hrabstwa w poprzednich latach |
| Rok                                     | Liczba ludności                         |
| --------------------------------------- | --------------------------------------- |
| 1980                                    | 22 763                                  |
| 1990                                    | 26 149                                  |
| 2000                                    | 28 226                                  |
| 2005                                    | 29 287                                  |